# Wer spinnt denn da, Herr Doktor?
Wer spinnt denn da, Herr Doktor? ist eine 1981 gedrehte deutsche Filmkomödie von Stefan Lukschy und Christian Rateuke mit Otto Sander, Sunnyi Melles und Hannelore Elsner in den Hauptrollen sowie Loriot in zwei Gastrollen.

## Handlung
Otto Sander als rotblonder Irrenanstaltsinsasse „Patient Nr. 7“ auf den Spuren von Einer flog über das Kuckucksnest. Als jener Patient langweilt er sich in einer Nervenheilanstalt zu Tode. Vor Jahren wurde er hierhin eingeliefert, weiß aber bis heute nicht, warum. Irgendwann wird es ihm einfach zu dumm. Als eine Malerkolonne die Anstalt neu streichen soll, nutzt Nr. 7 deren Mittagspause, zieht Malerklamotten an und spaziert seelenruhig am Pförtner vorbei in die Freiheit. In der Außenwelt angekommen, löst er unter den „Normalos“ bald ein ziemliches Durcheinander aus. Von unerschütterlicher Grundfreundlichkeit wirkt Nummer 7 auf die Menschen, die ihm begegnen, wie ein unwirklicher Fremder, der jedoch zumeist ein heilloses Chaos hinterlässt.
Das Durcheinander beginnt mit einem Mercedes, der ihm „anvertraut“ wird, in einem Kaufhaus wirbt er für eine Wodkamarke namens Karamasov, dann versucht sich als Taxifahrer und wird mit seiner Schlafstelle, einem Lkw, an den Schauplatz eines Verbrechens gefahren. Schließlich begegnet er auch noch seinem eigenen Chefarzt, dem Anstaltsleiter Prof. von Schög, und beide gehen gemeinsam in die Bongo Bar. Die Begegnungen mit Nr. 7 führen mehrfach zum Streit der Menschen untereinander, infolge dessen ein Auto zerbeult und schließlich auch eine ganze Wohnungseinrichtung zerlegt wird. Selbst Nummer Siebens Versuch auf Rollschuhen einem selbstmordwilligen Mann im Affenkostüm das Leben retten zu wollen, endet nicht eben ideal: Beide stürzen über die Balkonbrüstung eines Mietshauses in die Tiefe und landen jedoch immerhin in einem aufgespannten Sprungtuch.
Auf seinem Weg in die Freiheit stößt Nummer 7 auch mehrfach auf die schöne Marlene, eine junge aber auch etwas irrlichternde Frau, die von seinem Wesen zutiefst beeindruckt ist. Deren Ehemann, einem hitzköpfigen Zeitgenossen, passt dies überhaupt nicht in den Kram und bald tobt er vor Eifersucht. Am Ende, nachdem Nr. 7 die Welt „da draußen“ gründlich auf den Kopf gestellt hat, stellt sich heraus, dass nicht der vermeintlich „Irre“ durchgedreht ist, sondern die vorgeblich „Normalen“, die mit der Gutgläubigkeit und Friedfertigkeit, der Aufrichtigkeit und der Sanftmut des ruhigen Ausbrechers einfach nicht umgehen können. Nach langen Irrwegen findet der Patient wieder zurück in sein „Zuhause“, wird aber schließlich als geheilt entlassen und kann in Freiheit endlich seine Traumfrau in die Arme schließen.

## Produktionsnotizen und Wissenswertes
Der Film wurde in der zweiten Jahreshälfte 1981 in München gedreht und lief am 5. März 1982 an. Ursprünglich hatten die Macher den Titel Ich bin Ich vorgesehen, ein Zitat von Patient Nr. 7. Die Produktion wählte stattdessen den Titel Wer spinnt denn da, Herr Doktor?.
Die Filmbauten lagen in den Händen von Michael Assinger, Eva Ebner war Regieassistentin.
Loriot hatte mehrere kleine Szenen in einer kuriosen Doppelrolle. Seine Besetzung als abgehalfterter Filmstar „Max von Meyerling“ ist eine doppelte Reverenz gegenüber Erich von Stroheim: Erstens erinnert der Name an Stroheims fast gleich geschriebenen Rollenname in Billy Wilders Boulevard der Dämmerung, und zweitens wurde auf einem Filmplakat zu dem imaginären Meyerling-Streifen Die letzte Attacke Loriots Kopf auf von Stroheims uniformiertem Körper montiert. Dementsprechend zackig-parodistisch legte Loriot seine kleine Rolle an. Sein zweiter Part ist Edith Heerdegens etwas debiler Ehemann Walter, der genervt ist von ihrer Schwärmerei für Meyerling. Nachdem Loriots erster Spielfilm Ödipussi 1988 ein großer Erfolg geworden war, wurde Wer spinnt denn da, Herr Doktor? 1990 ohne Wissen der Filmmacher und Loriots auf VHS als Loriot-Film vermarktet. Dazu erhielt er den neuen Titel Walter, der Göttliche. Auf dem Cover der Kassetten wurde die Nebenrolle des Filmstars groß abgebildet, die eigentlichen Hauptrollen waren nur klein zu sehen.
Dasselbe Team (Christian Rateuke, Hartmann Schmige, Otto Sander, Peter Fitz, Jochen Schroeder und Wilhelm Dieter Siebert) hatte unmittelbar zuvor die Komödie Der Mann im Pyjama abgedreht.

## Kritiken
„Daß eigentlich die Irren die Normalen und die Normalen die Irren sind, wird in dieser bundesrepublikanischen Komödie einmal mehr vorgeführt. Benutzt werden dazu alle nur erdenklichen Klischee-Figuren des simplen Witzes: Psychiater, Klerikale, Schwule, Gehemmte, Frauen. Wie ist das lustig: das wippende Hinterteil einer Frau und der blöd stierende Ausdruck des Mannes – im Schnittwechsel. Und Otto Sander, der ja wirklich komisch sein kann, sieht in diesem dummen Klamauk auch nur noch aus wie Otto Sander. Nur Paul Burian darf einmal einen schönen Satz sagen: ‚Die Dinge mögen mich nicht.‘ Das hätten die beiden Regisseure programmatisch nehmen sollen.“

„Eine lustige, aber bitterböse Slapstick-Satire auf alle, die sich für ‚normal‘ halten. Klapsmühlenpatient Nr. 7 alias Otto Sanders spielt verrückt und entlarvt die wirklich Irren.“

„.In mehreren ineinandergewebten Episoden werden feinsinnig und hintergründig alltägliche Verhaltensweisen karikiert. Eine zwar nicht sonderlich tiefschürfende, aber humorvoll-poetische Komödie.“